# Церковь Санто-Доминго (Сан-Кристобаль-де-лас-Касас)
Римско-католическая церковь Санто-Доминго городе Сан-Кристобаль-де-лас-Касас, первой столице мексиканского штата Чьяпас, посвящена Святому Доминику, основателю ордена доминиканцев. Яркий памятник мексиканского барокко, сравнимый с жемчужинами Ла-Антигуа и Оахаки, и неизменно привлекающий туристов вычурным резным фасадом.
Первый камень в фундамент доминиканского монастыря и церкви был заложен епископом Гватемалы Франсиско Маррокином 19 января 1547 года. Скромное глинобитное здание было завершено в 1551 году. Современная церковь Санто-Доминго возводилась в XVII веке, приобретя сегодняшний вид к 1698 году. Она значительно пострадала при землетрясении 1902 года и была отреставрирована лишь к 1975 году. Новая тщательная реставрация фасада 2006 года была удостоена премии Национального института антропологии и истории за лучшую работу по архитектурной реставрации. Реставраторы несколько изменили колористическое решение, чтобы подчеркнуть тонкие детали и обогатить композицию игрой светотени.
Церковь Санто-Доминго имеет в плане базиликальную форму латинского креста с цилиндрическим сводом нефа и простым невысоким куполом над средокрестием. Южный трансепт с капеллой Розария длиннее северного. К главному входу ведут 13 ступеней лестницы, здесь располагается рынок поделок местных ремесленников.
Трёхъярусный главный фасад церкви Санто-Доминго, напоминающий формами алтарь, сплошь декорирован каменной резьбой с преобладанием растительных мотивов. По вертикали он членён парами витых колонн, а по горизонтали — волнообразными архитравами с волютами. Статуи святых в увенчанных раковинами нишах перемежаются символическими рельефами. Здесь можно увидеть орлов, сирен, ангелочков, короны, увенчанные крестами, другие орнаментальные детали.
В центральной части фасада, над круглым арочным порталом и прямоугольным окном, возвышается фигура святого Доминика, фланкированная коронованными двуглавыми орлами.
Интерьер церкви замечателен обилием резного дерева с позолотой. Это и панели, сплошь покрывающие стены нефа, и вырезанная из цельного куска дуба кафедра, и алтари — особенно ценен алтарь Святой Троицы в капелле Розария, считающийся шедевром барочной резьбы по дереву в Мексике.
В бывшем здании монастыря размещена историческая и археологическая экспозиция, посвященная истории штата до испанской колонизации. Клуатр монастыря представляет собой небольшой ботанический сад с образцами местной флоры.